# Chích cối xay
Chích cối xay, tên khoa học Acrocephalus familiaris, là một loài chim trong họ Acrocephalidae.